# Maria Luisa Falorni
Maria Luisa Falorni (Firenze, 20 marzo 1921 – Firenze, 15 febbraio 2002) è stata una psicologa italiana.

## Biografia
Nata alle ore 8.00 da Maria Falorni, nell'atto di nascita non si trovano riferimenti alla paternità e la presenza del solo cognome materno fa desumere che fosse figlia illegittima. Nel 1937 fu spinta agli studi di psicologia da Enzo Bonaventura e nel 1939 si iscrisse alla Facoltà di magistero dell'Università degli Studi di Firenze, iniziando a frequentare l'istituto di psicologia dell'ateneo fiorentino, a quel tempo diretto da Alberto Marzi. Nello stesso anno pubblicò sulla rivista scientifica Rivista di psicologia un articolo dal titolo "Studi sull'attenzione negli anormali psichici", tema a cui aveva cominciato ad interessarsi già da allieva della Scuola magistrale ortofrenica fiorentina. Nel 1942 conseguì il diploma di vigilanza scolastica e il 17 aprile 1945 si laureò in pedagogia con la votazione di 106/110, discutendo una tesi in psicologia dal titolo "Metodi comuni e metodi scientifici per la valutazione dell'intelligenza". Nel 1952 conseguì la libera docenza in psicologia, che le fu confermata il 17 maggio 1957.
Insegnò presso la Scuola magistrale ortofrenica di Firenze e dall'anno accademico 1953-1954 fu professoressa incaricata alla Facoltà di lettere dell'ateneo fiorentino e dal 1955 alla Facoltà di magistero, dove ebbe incarichi di insegnamento annuali. Dopo molti anni di precariato, nel 1975 vinse il concorso di psicologia sociale e la Facoltà di magistero di Firenze la chiamò quale professoressa straordinaria di psicologia dell'età evolutiva; nel 1978 divenne professoressa ordinaria alla cattedra di psicologia. Da quel momento fece numerose assenze e chiese congedi sia per motivi di salute sia per attività di studio e ricerca. Dal novembre 1984 all'ottobre 1987 le fu concesso di svolgere unicamente attività di ricerca. Nel 1988 fece domanda di collocamento fuori ruolo e il primo novembre 1993 fu collocata a riposo per sopraggiunti limiti di età.

## Opere
- Maria Luisa Falorni, Gli esami psicologici, Firenze, Giunti-Barbèra, 1952.
- Maria Luisa Falorni, Lo studio psicologico dell’intelligenza e della motricità, Firenze, Editrice universitaria, 1952.
- Maria Luisa Falorni, Introduzione alle valutazioni psicologiche della personalità, Firenze, Editrice universitaria, 1953.
- Maria Luisa Falorni, Lo studio psicologico del carattere e delle attitudini, Firenze, Editrice universitaria, 1954.
- Maria Luisa Falorni e Andrea Smorti, Madri in ospedale, Roma, Il Pensiero Scientifico Editore, 1984.
- Maria Luisa Falorni e Andrea Smorti, La paura tra fantasie e realtà, Roma, Edizioni Borla, 1984.